# 天神橋 (大阪市)

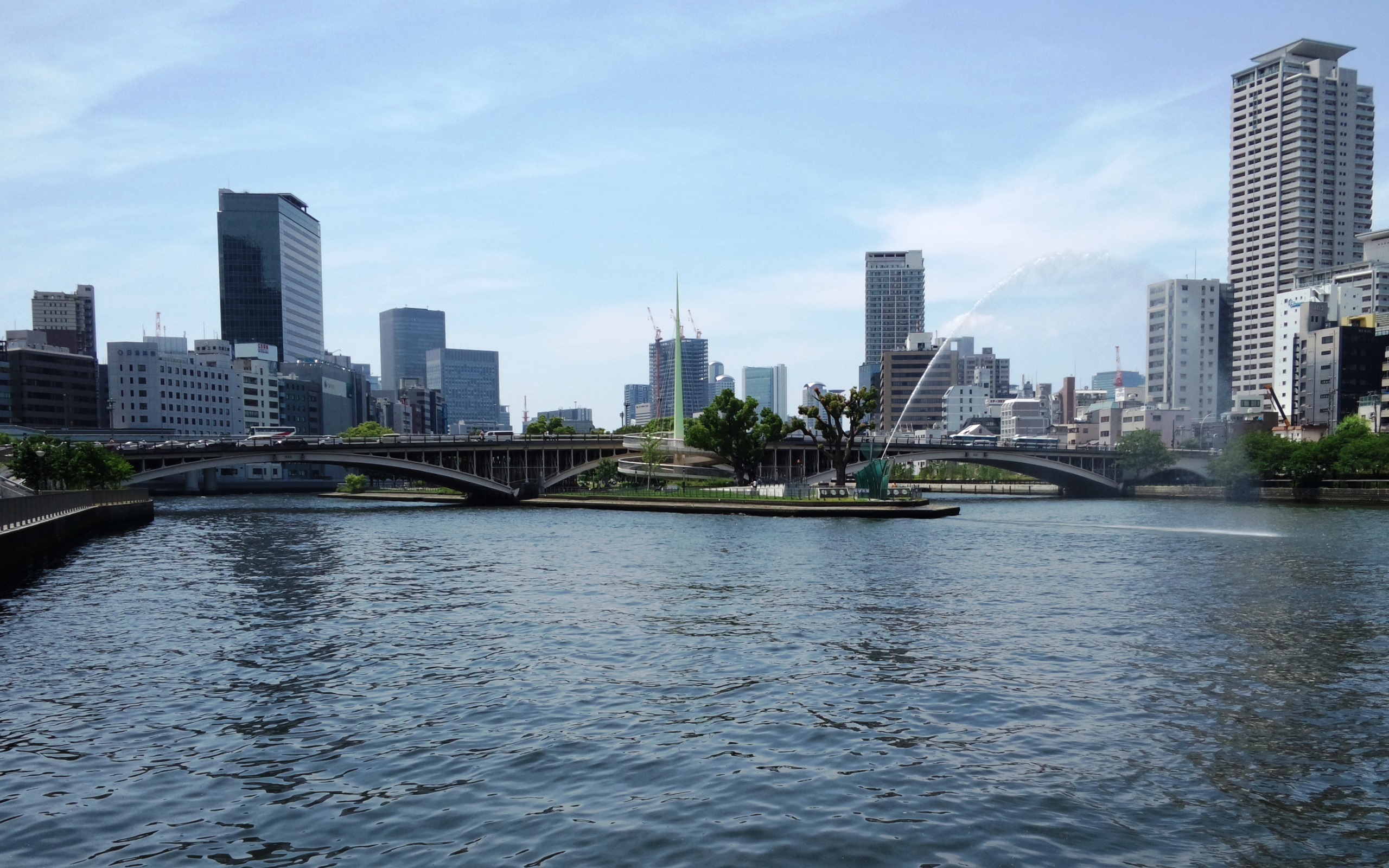
天神橋（2014年6月）

天神橋（日语：／ Tenjin-bashi */?），是日本大阪府大阪市大川的橋梁，也是同市北區町名。

## 天神橋（橋梁）

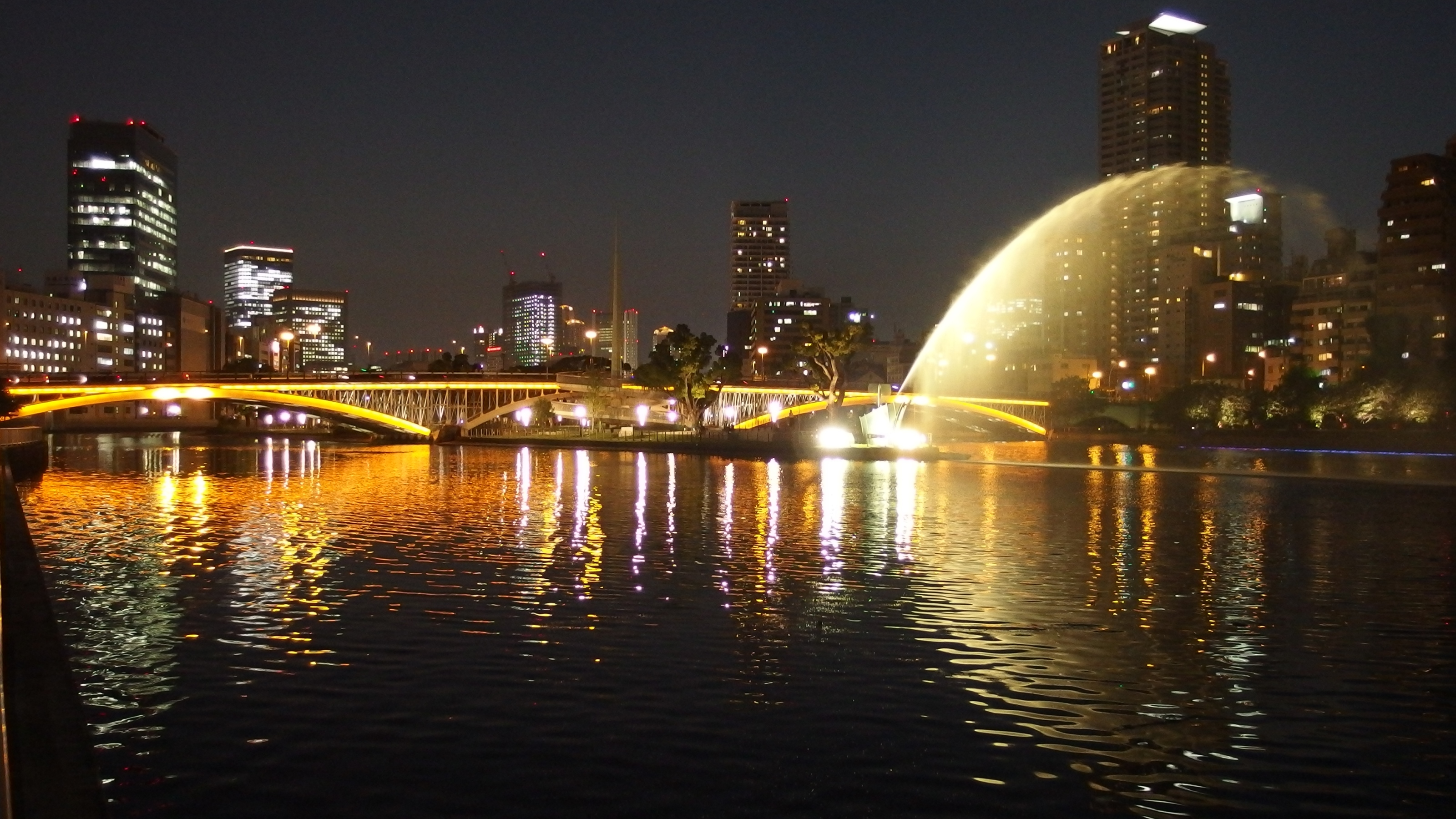
天神橋夜景
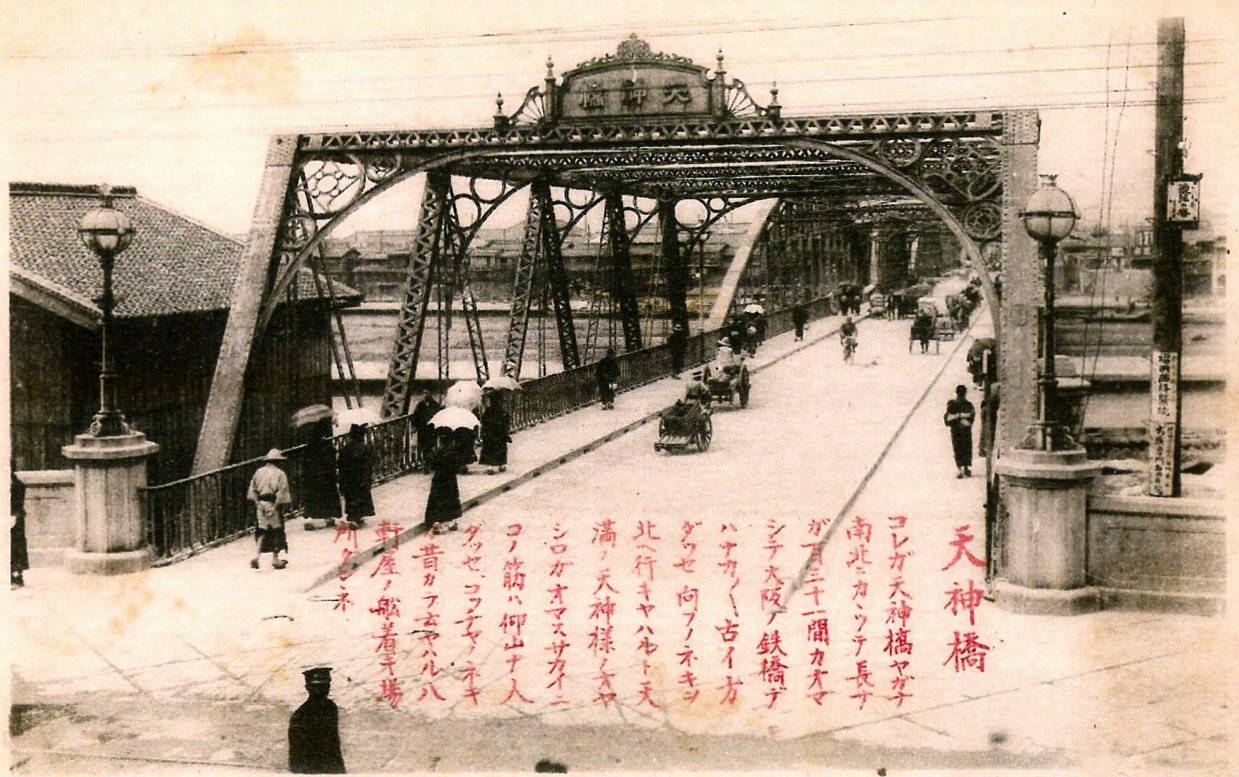
大正末-昭和初期的天神橋（繪葉書）

天神橋是大川上的天神橋筋（大阪市道天神橋天王寺線）橋梁，連結大阪市北區天神橋與大阪市中央區北濱東。
1594年（文祿3年）架橋，最初由大阪天滿宮管理，1634年（寛永11年）成為幕府管理的公儀橋。與難波橋、天滿橋合稱浪華三大橋，地理上位於中間，也是三者中最長的橋梁。
明治初期以前為木造橋，但在1885年（明治18年）遭淀川大洪水沖毀。1888年（明治21年）改建為鐵製桁架橋。1921年（大正10年）以後，中之島公園逐漸擴張至橋下。1934年（昭和9年），配合松屋町筋拓寬，形成現在全長219.7公尺的拱橋。鐵橋的橋名飾板保存於現在的天神橋北詰。
天神橋南詰為天神橋交差點，往北為天神橋筋，往南為松屋町筋。大阪市營巴士設有天神橋巴士站。

## 天神橋（町名）
天神橋北詰起往北分別為1丁目～8丁目，北至長柄橋南詰。此地有日本最長的商店街天神橋筋商店街。最初町名為天神橋筋，1872年（明治5年）以前僅至4丁目，1900年（明治33年）增加至6丁目，1927年（昭和2年）擴張至9丁目。1943年（昭和18年）以前7丁目至9丁目屬東淀川區，同年起6丁目都島通以北至9丁目劃屬大淀区。
1977年（昭和52年）大淀區側改稱天神橋，6丁目都島通以北編入7丁目，9丁目編入8丁目。1978年（昭和53年），北區側也改稱天神橋。1989年（平成元年），全町劃屬北區。
天神橋中最著名的6丁目常被稱作天六（てんろく）。其他丁目也有相同的簡稱，但在使用率及普及度不高。過去阪急千里線天神橋筋六丁目站曾稱天神橋站。
主要設施
- 天一：天神橋（大川（日语：旧淀川）：舊淀川南向單行橋）
- 天二：大阪天滿宮（7月舉行天神祭），天滿天神繁昌亭（日语：天満天神繁昌亭）
- 天三：地下鐵堺筋線、谷町線南森町站，JR大阪天滿宮站，FM802（日语：FM802）
- 天四：地下鐵堺筋線扇町站，JR天滿站，Super玉出（日语：スーパー玉出）
- 天五：這一帶有許多便宜壽司店與舊書店。天五往地下鐵谷町線中崎町站有天五中崎通商店街（日语：天五中崎通商店街）。
- 天六：地下鐵谷町線、堺筋線、阪急天神橋筋六丁目站，大阪市立居住情報中心（大阪市立住まい情報センター）（大阪生活今昔館（日语：大阪くらしの今昔館））
- 天七：阪急OASIS（日语：阪急オアシス）（GEO TOWER天六（ジオタワー天六））
- 天八：長柄橋（日语：長柄橋）（淀川）

34°41′28.9″N 135°30′42.2″E / 34.691361°N 135.511722°E